# Relazione Massari
La relazione Massari fu il risultato delle indagini, della commissione parlamentare d'inchiesta del Regno d'Italia sul brigantaggio postunitario italiano.
I suoi  commissari furono i deputati: Aurelio Saffi, Stefano Romeo e Achille Argentino della sinistra; gli ex garibaldini Giuseppe Sirtori (presidente) e Nino Bixio; Stefano Castagnola della destra; i moderati Antonio Ciccone, Donato Morelli e Giuseppe Massari, che ne redasse il contenuto. Sulla base dei dati raccolti venne emanata la legge 15 agosto 1863, n. 1409.

## Storia
Nominata dal parlamento del regno nel dicembre del 1862, la commissione iniziò il suo viaggio verso il mezzogiorno ai primi di gennaio del 1863 per rientrare a Torino (ancora capitale del Regno) a metà marzo. Giuseppe Massari assume il compito di redigere la relazione conclusiva da presentare al Parlamento, che viene letta il 3 maggio alla Camera riunita “in comitato segreto”. 
Il documento conclusivo intitolato “Relazione della Commissione d’inchiesta sul brigantaggio” apparirà negli atti ufficiali della Camera dei Deputati, Legislazione VIII, sessione seconda 1863, soltanto il 19 agosto del 1863. Una volta conosciuto il tenore della relazione il governo non ritiene tuttavia necessario attuare provvedimenti urgenti dal momento che nessuno tra i membri dell’esecutivo vuole assumersi la responsabilità di varare misure di carattere eccezionale fortemente impopolari. La fase di indecisione viene superata solo in seguito al clamore che suscita la vicenda dei briganti Cipriano e Giona La Gala operanti nella zona di Cervinara i quali, imbarcatisi a Civitavecchia su di una nave francese, cercano di fuggire all’estero.

## Attività e contenuti
Contrassegnata da una forte diffidenza del governo in carica e il palese ostruzionismo delle autorità periferiche civili e militari, la commissione una volta giunta a Napoli, ha visitato Irpinia, Basilicata, Capitanata, Molise, Puglia, Salernitano e Terra di Lavoro, dove ha potuto ascoltare autorità militari e civili, politici locali, esponenti della classe liberale, notabili e rappresentanti del clero.
Secondo quanto riportato, i più famosi capi banda stranieri arruolati dai briganti, e definiti come avventurieri nel rapporto della commissione Massari furono gli spagnoli Tristany e Borijes, i francesi Emile Theodule de Christen, Lagrange e Langlois e il tedesco Zimmerman.